# Synagoge (Krewa)

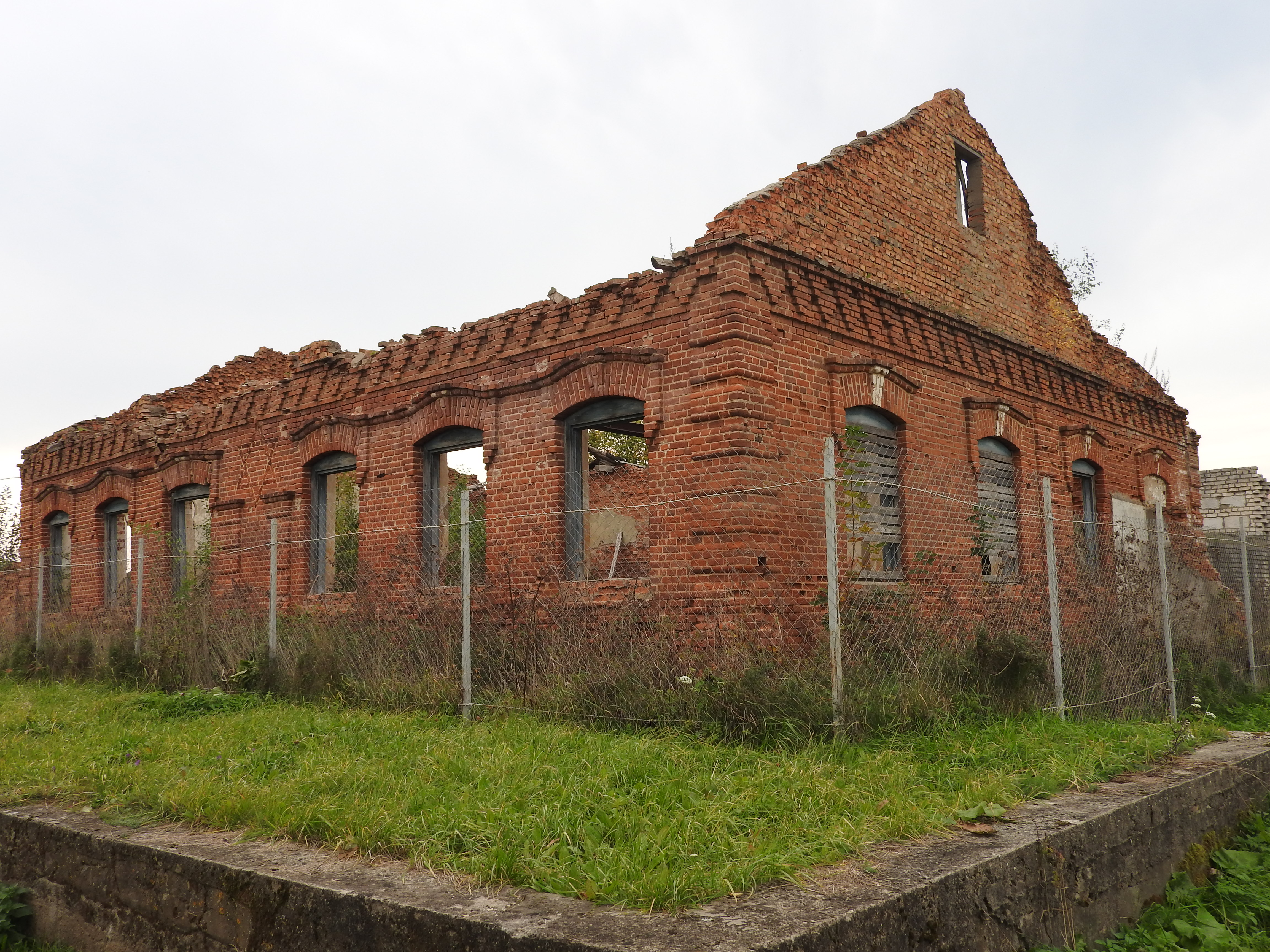
Synagoge in Krewa (2018)

Die Synagoge in Krewo, heute Krewa (belarussisch Крэва), einer Stadt in der Hrodsenskaja Woblasz im Norden von Belarus, wurde im 19. Jahrhundert errichtet. Die Synagoge wurde während des Zweiten Weltkriegs beschädigt und danach zweckentfremdet. Heute steht das Gebäude leer und verfällt.
In Krewa war vor 1941 der Anteil der jüdischen Bevölkerung sehr hoch. Der überwiegende Teil der jüdischen Bevölkerung wurde von den deutschen Besatzern während des Holocausts ermordet.